# Kościół św. Bartłomieja Apostoła w Jędrzychowie
Kościół świętego Bartłomieja Apostoła – rzymskokatolicki kościół parafialny należący do parafii pod tym samym wezwaniem (dekanat Polkowice diecezji legnickiej).

## Architektura
Świątynia wzmiankowana była w 1366 roku, obecna została zbudowana w latach 1729–1736, wieża została przebudowana w 1883 roku. Budowla jest orientowana, jednonawowa, posiada półkoliście zakończone wyodrębnione prezbiterium, czworokątną wieżę od strony zachodniej, z galerią zwieńczoną stożkowym dachem hełmowym. Kościół nakrywa dach dwuspadowy i wieloboczny na zakończeniu prezbiterium, we wnętrzu znajduje się sklepienie kolebkowe z lunetami oraz murowana empora muzyczna umieszczona na zakończeniu nawy. 

## Wyposażenie
Wyposażenie świątyni reprezentuje styl późnobarokowy i pochodzi z połowy XVIII wieku, należą do niego m.in. trzy ołtarze, ambona, kamienna chrzcielnica, prospekt organowy, balaski ołtarzowe, pojedyncze obrazy i rzeźby. W murach obwodowych zachował się duży zespół płyt nagrobnych i epitafiów wykonanych w latach 1545-1623.
Na ścianie kościoła m.in.:
- płycina z dwoma rzędami herbów szlacheckich:
  - górny rząd (od lewej) von: Schkopp,  Kittlitz, Stosch, Warnsdorf.
  - dolny rząd (od lewej) von: Stosch, Glaubitz, Niebelschütz, Loeben[3]
- epitafia:
  - Anny von Kittlitz (zm. 1547) żona Christopha von Schkopp
    - z herbem von  Kittlitz (po prawej stronie głowy)

  - Anny von Schkopp (zm. 1555) z Chocianowa, żony Georga von Braun z Przecławia
    - herby ojcowskie, von: Schkopp, Kittlitz,
    - herby matczyne, von: Stosch, Warnsdorf

  - Anny von Bock (zm. 1587)z domu Lobris, żony Sigmunda von Schkopp Starszego, 
    - herby ojcowskie, von: Bock, Reibnitz.
    - herby matczyne, von: Schweinichen, Schindel

  - Magdaleny von Zedlitz (zm. 1595), żony Christopha von Schkopp  
    - herby ojcowskie, von: Zedlitz, X
    - herby matczyne, von: Logau, Reibnitz (8 herbów)

  - Heleny von Stosch (zm. 1597), żony von Schkopp
    - herby ojcowskie, von: von Stosch, Schkopp, Glaubitz
    - herby matczyne, von: Nostitz i von Kittlitz

  - Karla von Schkopp (zm. 1603)
    - herby ojcowskie, von: Schkopp, Kittlitz, Stosch, Warnsdorf,
    - herby matczyne, von: Braun, Haugwitz (Rechenberg), Glaubitz, Unruh[4].